# Kungsgården
Kungsgården is een plaats in de gemeente Sandviken in het landschap Gästrikland en de provincie Gävleborgs län in Zweden. De plaats heeft 998 inwoners (2005) en een oppervlakte van 217 hectare.

## Verkeer en vervoer
Bij de plaats lopen de E16/Riksväg 68 en Länsväg 302.
De plaats heeft een station aan de spoorlijn Gävle - Kil/Frövi.